# Станіславув-Перший (Мазовецьке воєводство)
Станіславув-Перший (пол. Stanisławów Pierwszy) — село в Польщі, у гміні Непорент Леґьоновського повіту Мазовецького воєводства.
Населення — 1536 осіб (2011).
У 1975-1998 роках село належало до Варшавського воєводства.

## Демографія
Демографічна структура станом на 31 березня 2011 року:
|          | Загалом | Допрацездатний вік | Працездатний вік | Постпрацездатний вік |
| -------- | ------- | ------------------ | ---------------- | -------------------- |
| Чоловіки | 748     | 208                | 497              | 43                   |
| Жінки    | 788     | 215                | 496              | 77                   |
| Разом    | 1536    | 423                | 993              | 120                  |